# Przyczepa

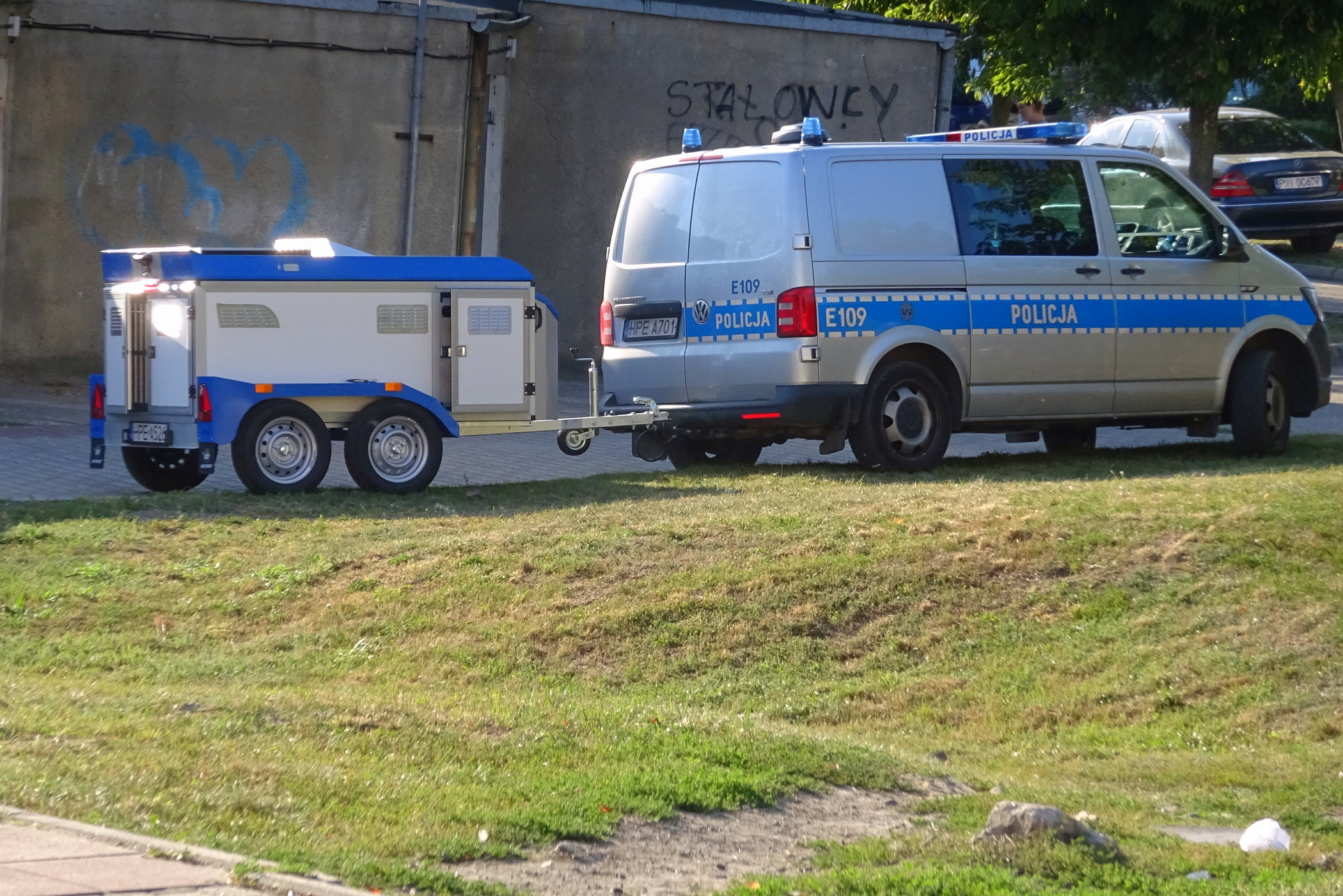
Przyczepa lekka do przewozu psów służbowych

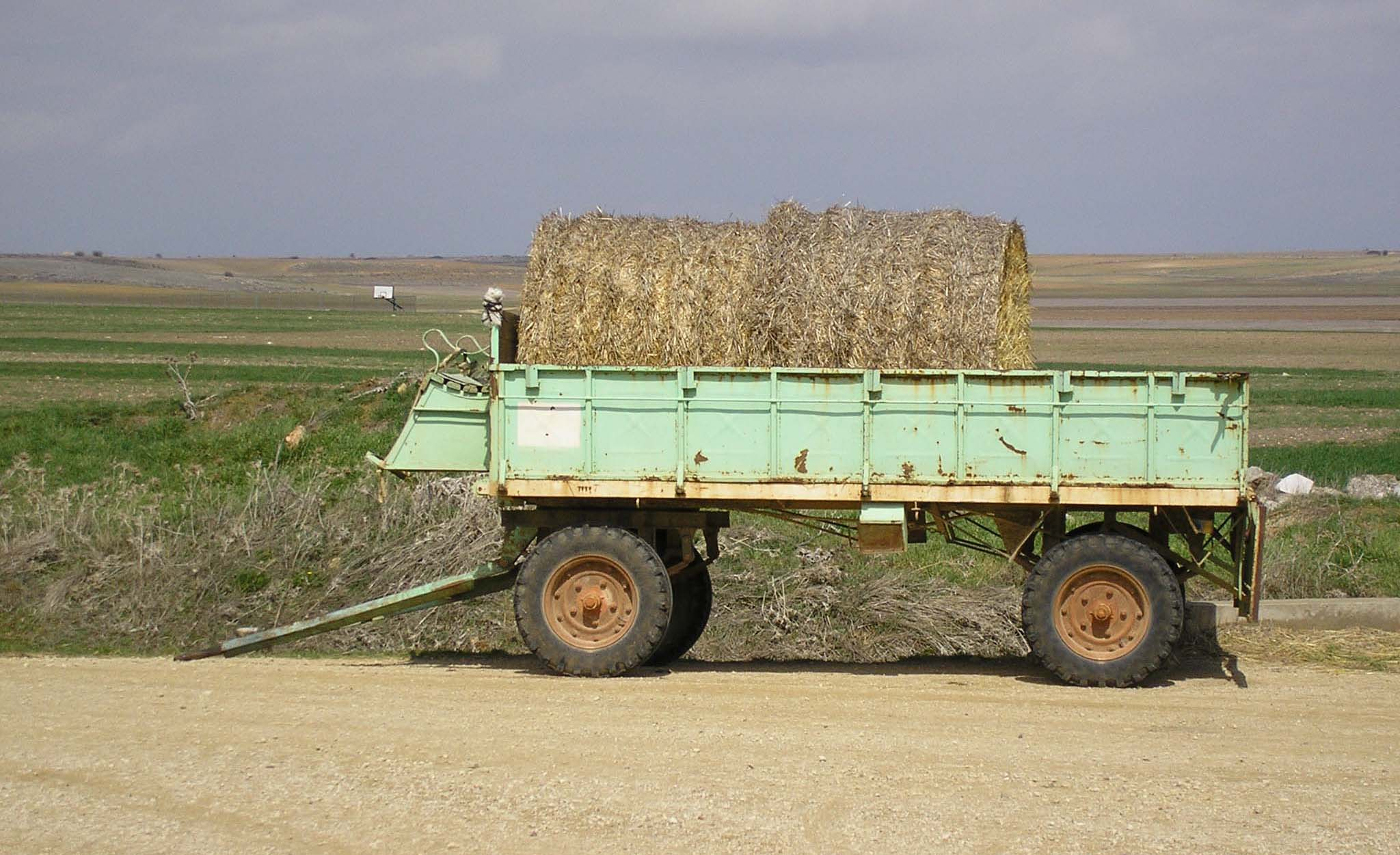
Przyczepa rolnicza

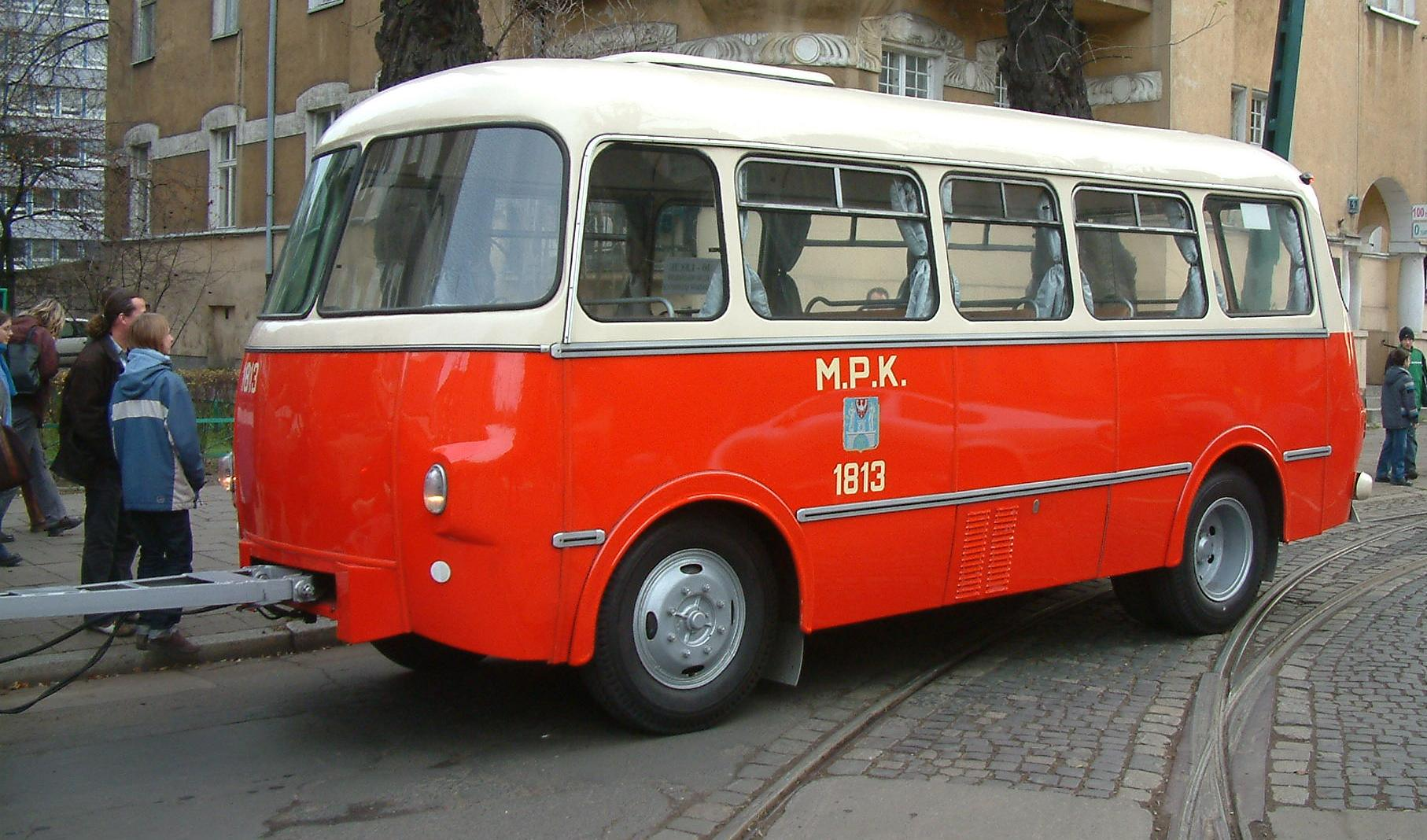
Przyczepa autobusowa Jelcz P01 w barwach poznańskiego MPK

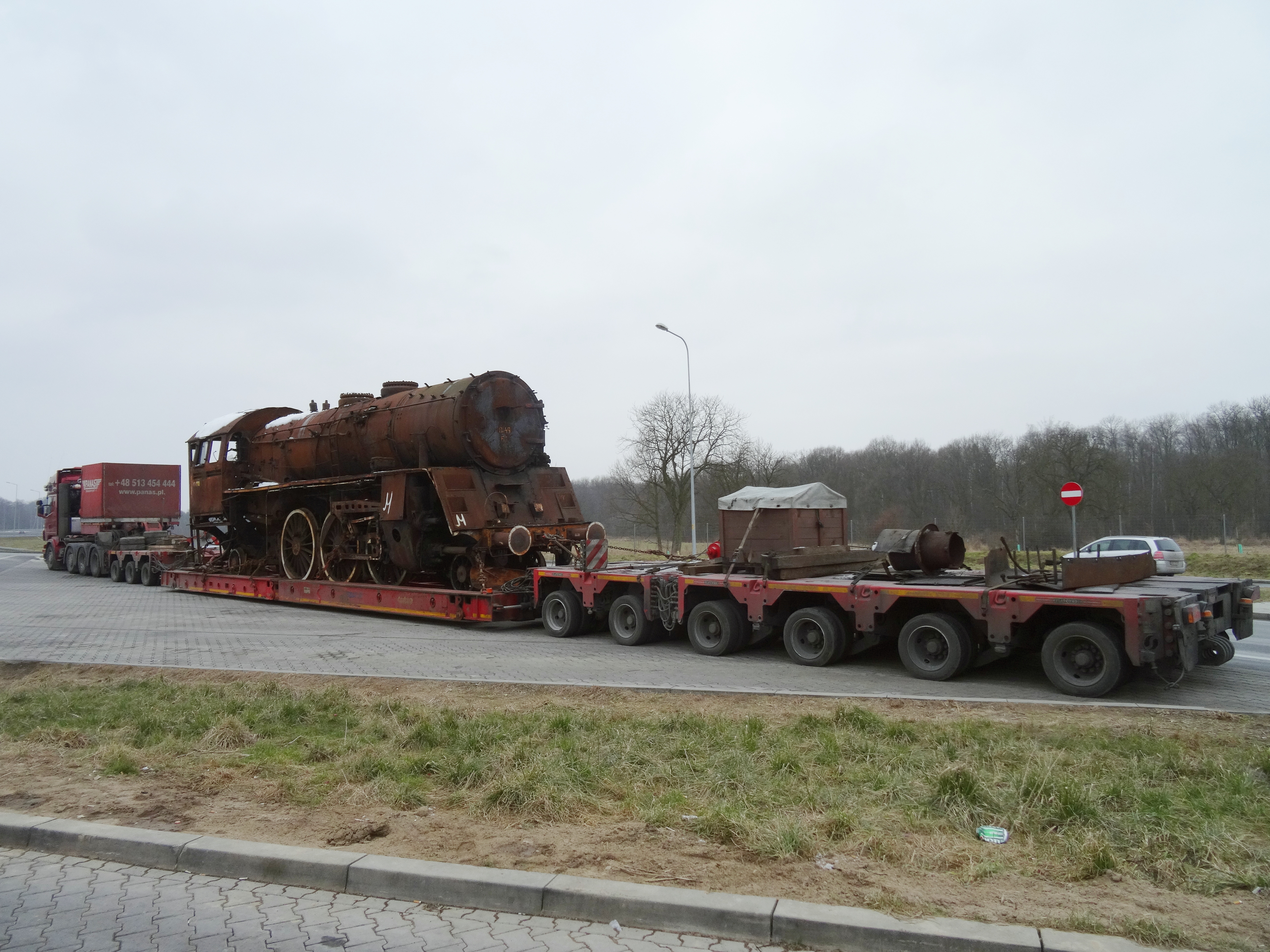
Parowóz na lawecie do transportu ciężkich ładunków

Przyczepa – pojazd bez własnego napędu przystosowany do bycia ciągniętym przez inny pojazd. Używany głównie do transportu rzeczy, rzadziej ludzi.
Przyczepy bywają też czasami zabudowane specjalistycznym wyposażeniem, tworząc pojazdy rekreacyjne, przyczepy turystyczne, a nawet przyczepy mieszkalne z ograniczonymi możliwościami mieszkalnymi, w których ludzie mogą obozować lub przebywać.
Do sprawozdawczości UE przyczepę drogową określono jako pojazd drogowy przeznaczony do transportu rzeczy, przeznaczony do bycia ciągnionym przez pojazd samochodowy transportowy.
Rozróżnia się przyczepy centralnoosiowe (1-osiowe, 2-osiowe zwane tandemami, rzadziej trzyosiowe) oraz z obrotnicą, czyli skrętnym dyszlem (dwu- lub trzyosiowe). Przyczepy lekkie do samochodów osobowych nie posiadają hamulców, cięższe wyposaża się w hamulec najazdowy, natomiast przyczepy do samochodów ciężarowych posiadają pneumatyczny układ hamulcowy.

## Prawo polskie

### Definicja przyczepy
Ustawa – prawo o ruchu drogowym (dalej: prd) definiuje w:
1. art. 2 pkt 50 – przyczepę – pojazd bez silnika, przystosowany do łączenia go z innym pojazdem[2];
2. art. 2 pkt 51 – przyczepę lekką – przyczepę, której dopuszczalna masa całkowita nie przekracza 750 kg;
3. art. 2 pkt 52 – naczepę – przyczepę, której część spoczywa na pojeździe silnikowym i obciąża ten pojazd.

Nie rozróżnia się uprawnień do kierowania pojazdów z przyczepą od liczby osi w przyczepie.

### Samochód osobowy a przyczepa
W dowodzie rejestracyjnym pojazdu wyposażonego w hak holowniczy mogą znaleźć się informacje o granicznych masach ciągnionej przyczepy wyposażonej lub niewyposażonej w hamulec najazdowy. Aby odpowiedzieć na pytanie, czy dana osoba może prowadzić dany zespół pojazdów, należy łącznie badać zastrzeżenia dot. prawa jazdy i mas, ponieważ mogą okazać się łącznie niespełnione.
Posiadający prawo jazdy kat. B może ciągnąć przyczepę lekką (art. 6 ust. 1 pkt 6 lit. b ukp).
Może także ciągnąć przyczepę inną niż lekka, o ile dopuszczalna masa całkowita zespołu pojazdów nie przekracza 4,25 t, ale tylko po zdaniu dodatkowego egzaminu praktycznego, bez zdania egzaminu DMC zespołu pojazdów może wynosić do 3,5 t (art. 6 ust. 1 pkt 6 lit. c i ust. 2 ukp).
Osoba posiadająca prawo jazdy kat. B+E może ciągnąć przyczepę, jeżeli jej dopuszczalna masa całkowita nie przekracza 3,5 t (art. 6 ust. 1 pkt 12 ukp).
Dodatkowo zgodnie z art. 62 ust. 1 prd rzeczywista masa całkowita przyczepy nie może być większa od rzeczywistej masy pojazdu – o ile dopuszczalna masa pojazdu ciągnącego nie przekracza 3,5 t. Mogłoby to zajść na przykład w sytuacji, w której pusty pojazd o dopuszczalnej masie całkowitej 3 t, ale masie własnej 1,5 t ciągnąłby załadowaną lawetę o masie rzeczywistej 2 t.
Jednak zgodnie z treścią art. 62 ust. 2 prd – w przypadku ciągnięcia przez samochód ciężarowy o dmc powyżej 3,5 t – rzeczywista masa przyczepy nie może być większa niż 140% rzeczywistej masy tego samochodu.